# Gran Premio di superbike di Phillip Island 1998
Il Gran Premio di Superbike di Phillip Island 1998 è stata la prima prova su dodici del campionato mondiale Superbike 1998, è stato disputato il 22 marzo sul circuito di Phillip Island e ha visto la vittoria di Carl Fogarty in gara 1, mentre la gara 2 è stata vinta da Noriyuki Haga.

## Risultati

### Gara 1

#### Arrivati al traguardo[5]
| Pos. | Nº  | Pilota               | Squadra              | Motocicletta | Giri | Tempo     | Griglia | Punti |
| ---- | --- | -------------------- | -------------------- | ------------ | ---- | --------- | ------- | ----- |
| 1º   | 2   | Carl Fogarty         | Ducati Performance   | Ducati       | 22   | 35:38.433 | 4º      | 25    |
| 2º   | 11  | Troy Corser          | Ducati ADVF          | Ducati       | 22   | +0:01.040 | 1º      | 20    |
| 3º   | 41  | Noriyuki Haga        | Yamaha World SBK     | Yamaha       | 22   | +0:03.131 | 8º      | 16    |
| 4º   | 7   | Pierfrancesco Chili  | Ducati ADVF          | Ducati       | 22   | +0:09.929 | 3º      | 13    |
| 5º   | 4   | Akira Yanagawa       | Kawasaki Racing      | Kawasaki     | 22   | +0:15.271 | 5º      | 11    |
| 6º   | 69  | Mark Willis          | Ansett Air Freight   | Suzuki       | 22   | +0:24.840 | 13º     | 10    |
| 7º   | 45  | Colin Edwards        | Castrol Honda        | Honda        | 22   | +0:28.494 | 6º      | 9     |
| 8º   | 5   | Neil Hodgson         | Kawasaki Racing      | Kawasaki     | 22   | +0:30.350 | 14º     | 8     |
| 9º   | 111 | Aaron Slight         | Castrol Honda        | Honda        | 22   | +0:30.961 | 2º      | 7     |
| 10º  | 44  | Scott Russell        | Yamaha World SBK     | Yamaha       | 22   | +0:37.120 | 10º     | 6     |
| 11º  | 35  | Gregorio Lavilla     | De Cecco Racing      | Ducati       | 22   | +0:38.115 | 22º     | 5     |
| 12º  | 9   | Piergiorgio Bontempi | Kawasaki Bertocchi   | Kawasaki     | 22   | +0:41.307 | 9º      | 4     |
| 13º  | 19  | Lucio Pedercini      | Team Pedercini       | Ducati       | 22   | +0:51.070 | 16º     | 3     |
| 14º  | 65  | Malcolm Campbell     | State One Construc.  | Ducati       | 22   | +0:53.346 | 18º     | 2     |
| 15º  | 15  | Igor Jerman          | Team Bertocchi       | Kawasaki     | 22   | +0:53.601 | 21º     | 1     |
| 16º  | 62  | Shawn Giles          | Mobil Honda          | Honda        | 22   | +0:57.894 | 19º     |       |
| 17º  | 10  | Andrew Stroud        | Andrew Stroud Racing | Kawasaki     | 22   | +1:03.512 | 20º     |       |
| 18º  | 39  | Alessandro Gramigni  | Gattolone Racing     | Ducati       | 22   | +1:15.258 | 17º     |       |
| 19º  | 60  | Tony Rees            | Suzuki               | Suzuki       | 21   | +1 giro   | 24º     |       |
| 20º  | 66  | Daniele Vanolini     | Due Fratelli Ducati  | Ducati       | 21   | +1 giro   | 26º     |       |
| 21º  | 27  | Frédéric Protat      | FP Racing            | Honda        | 21   | +1 giro   | 25º     |       |
| 22º  | 74  | Ed Miller            | Dulux Australia      | Kawasaki     | 21   | +1 giro   | 28º     |       |
| 23º  | 61  | Dean Fulton          | Mobil Kawasaki       | Kawasaki     | 21   | +1 giro   | 29º     |       |
| 24º  | 73  | Chris Ognenis        | Mick Hone Motorcycle | Suzuki       | 21   | +1 giro   | 32º     |       |
| 25º  | 67  | Scott Webster        | Webster Scott        | Yamaha       | 21   | +1 giro   | 33º     |       |
| 26º  | 64  | Alistair Maxwell     | Maxwell Motorcycles  | Kawasaki     | 17   | +5 giri   | 23º     |       |

#### Ritirati
| Nº | Pilota             | Squadra             | Motocicletta | Giri | Griglia |
| -- | ------------------ | ------------------- | ------------ | ---- | ------- |
| 21 | Jean-Marc Delétang | Yamaha Motor France | Yamaha       | 20   | 27º     |
| 6  | Peter Goddard      | Suzuki WSB          | Suzuki       | 13   | 7º      |
| 70 | Craig Connell      | Ducati Dealer       | Ducati       | 10   | 11º     |
| 50 | Jiří Mrkývka       | SBK Team JM         | Honda        | 10   | 30º     |
| 68 | John Phelan        | Shock Treatment     | Kawasaki     | 9    | 31º     |
| 8  | James Whitham      | Suzuki WSB          | Suzuki       | 1    | 15º     |
| 63 | Steve Martin       | Ducati Dealer       | Ducati       | 0    | 12º     |

### Gara 2

#### Arrivati al traguardo[6]
| Pos. | Nº  | Pilota              | Squadra              | Motocicletta | Giri | Tempo     | Griglia | Punti |
| ---- | --- | ------------------- | -------------------- | ------------ | ---- | --------- | ------- | ----- |
| 1º   | 41  | Noriyuki Haga       | Yamaha World SBK     | Yamaha       | 22   | 35:35.822 | 8º      | 25    |
| 2º   | 111 | Aaron Slight        | Castrol Honda        | Honda        | 22   | +0:00.071 | 2º      | 20    |
| 3º   | 2   | Carl Fogarty        | Ducati Performance   | Ducati       | 22   | +0:06.555 | 4º      | 16    |
| 4º   | 6   | Peter Goddard       | Suzuki WSB           | Suzuki       | 22   | +0:08.505 | 7º      | 13    |
| 5º   | 4   | Akira Yanagawa      | Kawasaki Racing      | Kawasaki     | 22   | +0:08.520 | 5º      | 11    |
| 6º   | 11  | Troy Corser         | Ducati ADVF          | Ducati       | 22   | +0:16.297 | 1º      | 10    |
| 7º   | 45  | Colin Edwards       | Castrol Honda        | Honda        | 22   | +0:20.846 | 6º      | 9     |
| 8º   | 44  | Scott Russell       | Yamaha World SBK     | Yamaha       | 22   | +0:20.911 | 10º     | 8     |
| 9º   | 69  | Mark Willis         | Ansett Air Freight   | Suzuki       | 22   | +0:32.676 | 13º     | 7     |
| 10º  | 63  | Steve Martin        | Ducati Dealer        | Ducati       | 22   | +0:34.278 | 12º     | 6     |
| 11º  | 35  | Gregorio Lavilla    | De Cecco Racing      | Ducati       | 22   | +0:43.210 | 22º     | 5     |
| 12º  | 8   | James Whitham       | Suzuki WSB           | Suzuki       | 22   | +0:43.230 | 15º     | 4     |
| 13º  | 62  | Shawn Giles         | Mobil Honda          | Honda        | 22   | +0:43.886 | 19º     | 3     |
| 14º  | 70  | Craig Connell       | Ducati Dealer        | Ducati       | 22   | +0:50.891 | 11º     | 2     |
| 15º  | 39  | Alessandro Gramigni | Gattolone Racing     | Ducati       | 22   | +0:58.236 | 17º     | 1     |
| 16º  | 10  | Andrew Stroud       | Andrew Stroud Racing | Kawasaki     | 22   | +1:13.379 | 20º     |       |
| 17º  | 64  | Alistair Maxwell    | Maxwell Motorcycles  | Kawasaki     | 22   | +1:35.985 | 23º     |       |
| 18º  | 66  | Daniele Vanolini    | Due Fratelli Ducati  | Ducati       | 21   | +1 giro   | 26º     |       |
| 19º  | 27  | Frédéric Protat     | FP Racing            | Honda        | 21   | +1 giro   | 25º     |       |
| 20º  | 61  | Dean Fulton         | Mobil Kawasaki       | Kawasaki     | 21   | +1 giro   | 29º     |       |
| 21º  | 60  | Tony Rees           | Suzuki               | Suzuki       | 21   | +1 giro   | 24º     |       |
| 22º  | 21  | Jean-Marc Delétang  | Yamaha Motor France  | Yamaha       | 21   | +1 giro   | 27º     |       |
| 23º  | 73  | Chris Ognenis       | Mick Hone Motorcycle | Suzuki       | 21   | +1 giro   | 32º     |       |
| 24º  | 50  | Jiří Mrkývka        | SBK Team JM          | Honda        | 21   | +1 giro   | 30º     |       |

#### Ritirati
| Nº | Pilota               | Squadra             | Motocicletta | Giri | Griglia |
| -- | -------------------- | ------------------- | ------------ | ---- | ------- |
| 74 | Ed Miller            | Dulux Australia     | Kawasaki     | 17   | 28º     |
| 67 | Scott Webster        | Webster Scott       | Yamaha       | 15   | 33º     |
| 65 | Malcolm Campbell     | State One Construc. | Ducati       | 14   | 18º     |
| 7  | Pierfrancesco Chili  | Ducati ADVF         | Ducati       | 10   | 3º      |
| 19 | Lucio Pedercini      | Team Pedercini      | Ducati       | 8    | 16º     |
| 9  | Piergiorgio Bontempi | Kawasaki Bertocchi  | Kawasaki     | 7    | 9º      |
| 5  | Neil Hodgson         | Kawasaki Racing     | Kawasaki     | 5    | 14º     |
| 15 | Igor Jerman          | Team Bertocchi      | Kawasaki     | 2    | 21º     |
| 68 | John Phelan          | Shock Treatment     | Kawasaki     | 0    | 31º     |